# Jäger-Regiment zu Pferde Nr. 10

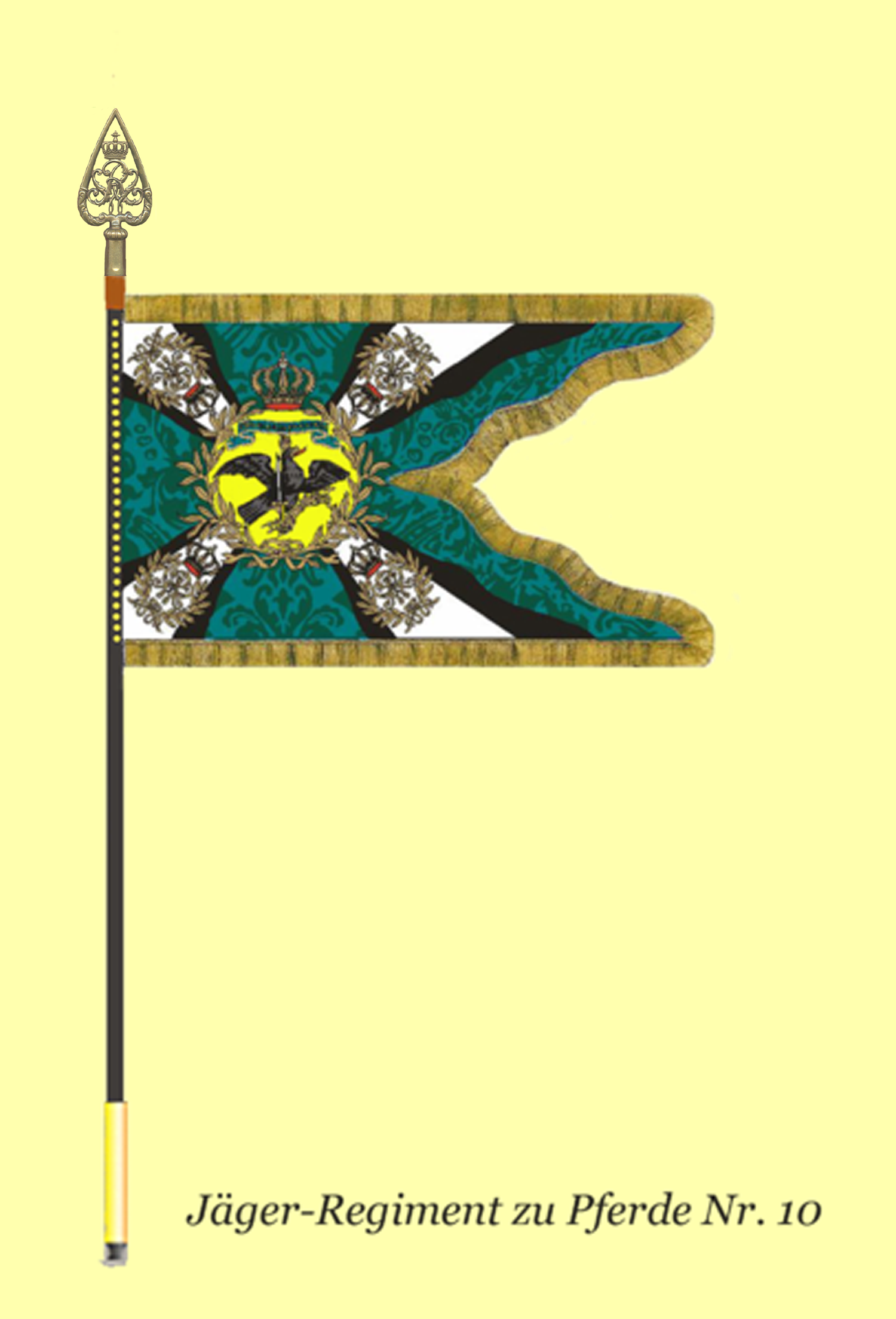
Regimentsstandarte

Das Jäger-Regiment zu Pferde Nr. 10 war ein Kavallerieverband der Preußischen Armee.

## Organisation und Verbandszugehörigkeit 1914
I. Armee-Korps in Königsberg
Kommandierender General: Generalleutnant Hermann von François (mit der Führung beauftragt)
2. Division in Insterburg
Kommandeur: Generalleutnant Otto von Below
43. Kavallerie-Brigade in Gumbinnen
Kommandeur: Oberst Freiherr von Lupin
- Regimentskommandeur: Major Max Berring

- Stiftungstag: 1. Oktober 1913

- Garnison: Angerburg

## Aufstellung
Durch Allerhöchste-Kabinetts-Order vom 4. September 1913 wurde zum 1. Oktober des Jahres die Aufstellung von insgesamt sieben zusätzlichen Jäger-zu-Pferde-Regimentern zu je fünf Eskadronen befohlen.
Zur Aufstellung des Regiments Nr. 10 mussten abgeben:
- das 2. Pommersches Ulanen-Regiment Nr. 9 die 4. Eskadron
- das Husaren-Regiment „Fürst Blücher von Wahlstatt“ (Pommersches) Nr. 5 die 5. Eskadron
- das Dragoner-Regiment „von Wedel“ (Pommersches) Nr. 11 die 1. Eskadron
- das Dragoner-Regiment „Prinz Albrecht von Preußen“ (Litthauisches) Nr. 1 die 3. Eskadron
- das Ulanen-Regiment „Kaiser Alexander III. von Rußland“ (Westpreußisches) Nr. 1 die 1. Eskadron

Als Garnison wurde dem Regiment die Stadt Angerburg zugewiesen.

## Erster Weltkrieg
Nach der Mobilmachung im Juli 1914 wurde der Regimentsverband aufgelöst und die Eskadronen – ihrer Bestimmung als Melde- und Verbindungsreiter gemäß – auf verschiedene Infanterie-Divisionen aufgeteilt.
Es kamen:
- die 1. Eskadron zur 88. Infanterie-Division
- die 2. Eskadron zur 2. Infanterie-Division
- die 3. Eskadron zur 37. Infanterie-Division
- die 4. Eskadron zur 224. Infanterie-Division
- die 5. Eskadron zum Stab I. Armee-Korps

Die Eskadronen wurden sowohl im Westen als auch im Osten eingesetzt und behielten ihren Kavalleriestatus bis Kriegsende bei. Im Januar 1919 wurde das Regiment in Angerburg demobilisiert und aufgelöst.
Die Tradition übernahm später die Ausbildungs-Eskadron des 2. (Preußisches) Reiter-Regiments in Allenstein.

## Uniform
Der Waffenrock war aus graugrünem Tuch mit schwedischen Aufschlägen und gelben Knöpfen. Kragen, Vorstöße und Aufschläge waren hellgrün, die Abzeichenfarbe zitronengelb. Auf den Schulterstücken befand sich die Regimentsnummer. Das Lederzeug war schwarz. Offiziere trugen den Kürassierhelm mit Dragoneradler, Mannschaften und Unteroffiziere den Dragonerhelm. Allgemein wurden die Dragonerstiefel verwendet. Das Bandelier war nur für Offiziere vorgesehen.
(Da der bei der Aufstellung der Regimenter für die Mannschaften vorgesehene Kürassierhelm – aus geschwärztem Stahlblech wie für die ersten sieben Regimenter, jedoch mit Beschlägen aus Tombak anstatt von Neusilber – nicht zur Verfügung standen, wurden diese Regimenter mit dem Dragonerhelm ausgerüstet. Erst 1915 erfolgte die Umrüstung auf die ursprünglich geplante Ausstattung.)
Lanzenflagge: Weiß-Schwarz

## Kommandeure
| Dienstgrad           | Name                    | Berufung        | Abberufung      |
| -------------------- | ----------------------- | --------------- | --------------- |
| Major/Oberstleutnant | Max Berring             | 1. Oktober 1913 | 1918            |
| Major                | Friedrich von Oesterley | 1918            | 19. Januar 1919 |
| Oberst               | Max Berring             | 20. Januar 1919 | 4. April 1919   |